# Eduardo Castex
Eduardo Castex is een plaats in het Argentijnse departement Conhelo in de provincie La Pampa. De plaats telt 9.861 inwoners.